# Úzkostná porucha

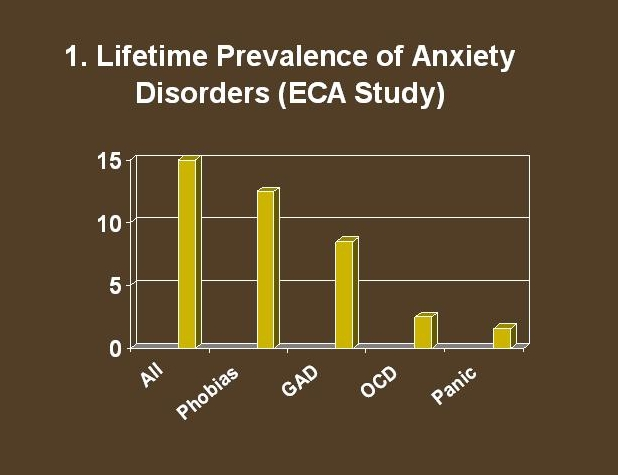
Tento graf ukazuje celoživotní prevalenci (rozšíření) různých druhů úzkostných poruch (All = všechny) zjištěnou ve studii Epidemiological Catchment Area Study (ECA).

Úzkostné poruchy se řadí k neurotickým poruchám. Zahrnují fobie a několik forem nadměrné úzkosti a strachu, které nastupují náhle a brání vykonávání běžných denních činností. Úzkostné poruchy jsou často vysilujícími chronickými poruchami a vyskytují se buď od raného věku, nebo je náhle spustí určitá událost. Nastupují a zhoršují se v období stresu.
Protože jde o neurotické poruchy, není u úzkostných poruch narušeno vnímání reality (na rozdíl od psychotických poruch, jako je např. schizofrenie) a chování neporušuje sociální normy. Člověk postižený touto poruchou si uvědomuje nesmyslnost svých pocitů. Přesto však není schopen jim čelit a ovládat je. V důsledku této poruchy může dojít k ovlivnění každodenního života, u těžších případů i ke zhoršení pracovního a společenského uplatnění, někdy i k sociální izolaci.
Úzkostné poruchy jsou poměrně rozšířené. Během života jimi trpí v nějaké formě více než 15 % populace. Původ mají buď v dětství, nebo vznikají následkem nějaké události (jedná se o reakci na závažný stres, kupř. po nehodě nebo přírodní katastrofě). Důležitou roli může sehrát také dědičnost. Úzkostné poruchy mají často chronický průběh (trvání delší než tři měsíce).

## Typy
- Obsedantně kompulzivní porucha
- Sociálně úzkostná porucha
- Generalizovaná úzkostná porucha
- Posttraumatická stresová porucha
- Agorafobie
- Panická porucha
- Specifické fobie

## Diagnostická kritéria
Podmínky, které pacient pro stanovení diagnózy některé z úzkostných poruch musí splnit, jsou mnohdy společné pro více úzkostných poruch a často se jejich význam podmiňuje jejich ovlivněním každodenního života pacienta. Jedná se např. o úzkost trvající určitou dobu nebo vyhýbavé chování. Přesnou diagnózu je potřeba stanovit na základě dalších, specifických kritérií.

## Míra rozšíření
Celoživotní míra rozšíření (cizím slovem prevalence) se v závislosti na konkrétním typu poruchy pohybuje mezi 1,5 % a 16 % populace. Pokud jde o výskyt v závislosti na pohlaví, některé poruchy postihují více ženy, některé více muže a některé postihují obě pohlaví ve stejné míře.

## Léčba
K léčbě úzkostných poruch se používají zpravidla benzodiazepiny a antidepresiva, a to ze všech hlavních skupin (tj. SSRI, TCA a IMAO).
Benzodiazepiny jsou především používány ke krátkodobé pomoci a ne k léčbě, benzodiazepiny jsou vysoce návykové a neřeší problém.
Většinu úzkostných poruch lze léčit rovněž behaviorální terapií, např. kognitivně behaviorální terapií, a to s použitím léčiv i bez jejich použití, nebo transformační systemickou terapií. Nejen u fobií, ale i u ostatních úzkostných poruch se využívá technika postupného vystavování obávaným situacím (začíná se situacemi působícími nejmenší úzkost). Tato technika je založena na faktu, že úzkost nemůže růst donekonečna a po určité době začne klesat.